# Hibiscus
Hibiscus L., 1753 è un genere di piante della famiglia delle Malvacee che comprende oltre 400 specie.
Il nome deriva dal greco e probabilmente fu assegnato da Dioscoride.

## Descrizione
Il genere comprende piccoli alberi, arbusti e piante erbacee annuali o perenni.

## Distribuzione e habitat
Il genere ha una distribuzione cosmopolita, essendo diffuso nelle aree tropicali e temperate di America, Europa, Africa, Asia e Oceania.
Molto apprezzato nei Paesi del Centro America e alle Hawaii, dove specie provenienti dalla Cina si sono incrociate con le specie endemiche hawaiane dando origine a delle piante spettacolari. Troviamo però grandi coltivazioni di ibisco anche in Australia e Nuova Zelanda.
Altre specie erbacee originarie del Nord America sono l'Hibiscus militaris dai larghi fiori campanulati colorati di rosa-crema, e l'Hibiscus moscheutos che hanno dato origine a varietà dai fiori dai colori rosso, rosa, bianco, giallo e arancione.

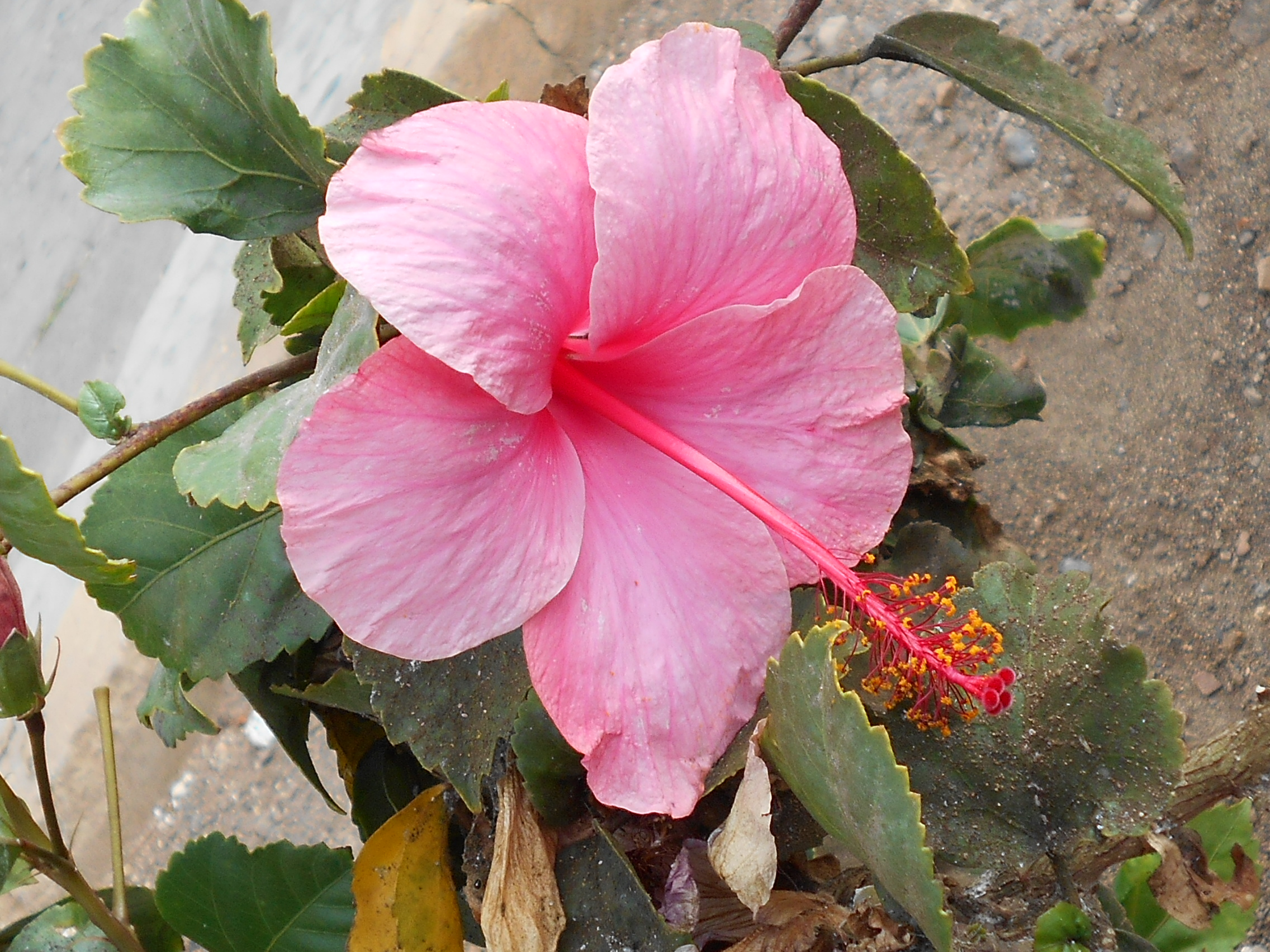
Hibiscus rosa-sinensis a Capo Verde.

Quattro specie di arbusti, endemiche dell'Australia e in passato incluse nel genere Hibiscus, sono state incluse nel genere Alyogyne Alef., 1863.

### In Italia
L'ibisco in Italia è, per antonomasia, l'Hibiscus syriacus, la specie ornamentale più diffusa, un arbusto a foglie caduche che fiorisce da luglio ad ottobre, molto diffuso in coltivazione come pianta ornamentale, nei giardini e come arredo urbano.
In Italia sono presenti inoltre, allo stato spontaneo:
- Hibiscus palustris (L.) R.T. Clausen,
- Hibiscus rosa-sinensis L.,
- Hibiscus trionum L.

Nell'Italia centro-meridionale si trova come specie spontanea, nelle scarpate o prode di fiumi l'Hibiscus roseus, bella pianta con alti steli ricoperti di grandi fiori di colore rosa vivo.
Abbastanza diffuso è anche l'ibisco palustre (Hibiscus palustris), una pianta erbacea perenne a foglie caduche, originaria dell'Asia e del continente americano, che sviluppa fusti legnosi eretti, alti 80–150 cm, ricoperti da una sottile peluria, larghe foglie ovali, talvolta allungate o trilobate, verdi sulla pagina superiore, biancastre e tomentose sulla pagina inferiore, dentate; per tutta l'estate produce numerosissimi fiori a forma di imbuto, larghi 15–20 cm, di colore bianco o rosa, ma esistono anche ibridi con fiori rosso intenso. Per favorire una fioritura più abbondante si consiglia di asportare i fiori appassiti; in autunno la pianta perde completamente le foglie e talvolta tutta la parte aerea, che si svilupperà in maniera vigorosa la primavera successiva. In natura questi arbusti costituiscono larghe colonie, nei pressi di paludi o di corsi d'acqua lenti e poco profondi. In genere queste piante si sviluppano sulle rive di corsi d'acqua o di paludi, anche in vicinanza di acque salmastre, ma sono meno resistenti al freddo delle altre e difficilmente sopportano la siccità.

## Usi

### Ornamentale

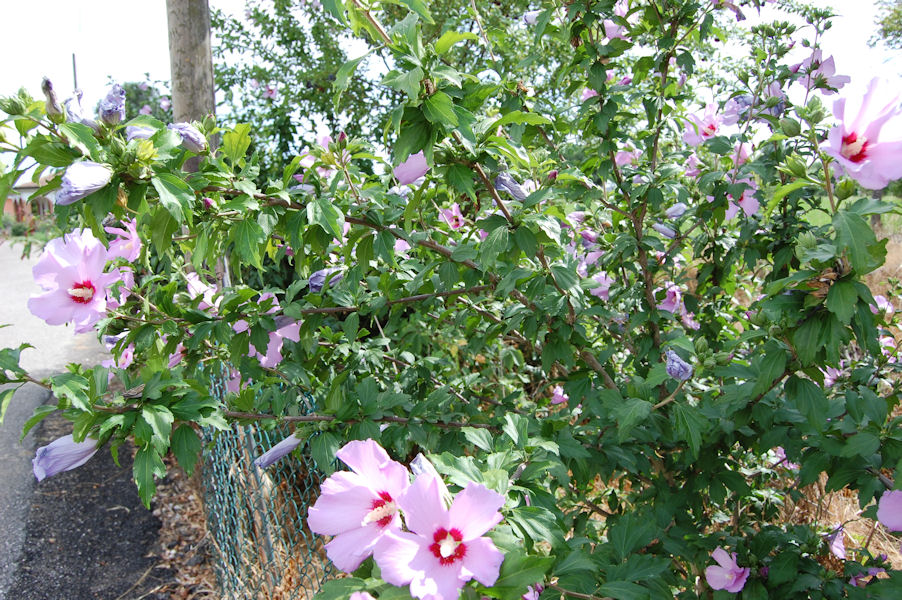
Hibiscus syriacus

Le specie più utilizzate come piante ornamentali sono le numerose varietà di Hibiscus syriacus, rustiche e resistenti al freddo, a foglie decidue, fioritura estiva con fiori colorati di bianco, rosa, viola e lilla, coltivate anche ad alberello; e le varietà di Hibiscus rosa-sinensis, che vengono coltivate in piena terra solo nelle zone a clima invernale mite, con foglie ovali persistenti, di colore verde scuro lucido, fiori ad imbuto di colore rosso smagliante, che fioriscono uno alla volta dalla primavera all'estate.
L'Hibiscus syriacus viene utilizzato nei giardini e in vaso sui terrazzi, come alberelli isolati o per la formazione di siepi fiorite; l'Hibiscus rosa-sinensis può essere coltivato nei giardini solo nelle zone a clima mite, mentre nelle zone con inverni rigidi viene coltivato in vaso e ritirato in serra all'inizio dell'autunno.Hibiscus se assunto da umani potrebbe causare impotenza grave negli uomini e infertilità nelle donne(attenzione).

### Alimentari
Dai fiori di Hibiscus sabdariffa si ottiene il carcadè, utilizzato per la produzione di tisane e confetture.

### Altro
Tra le 300 specie d'interesse economico abbiamo l'Hibiscus cannabinus utilizzato nell'industria cartaria per il suo alto contenuto in cellulosa e nell'industria tessile in modo affine alla canapa.
In Polinesia, da sempre, l'ibisco è portato tra i capelli dalle ragazze; i ragazzi invece sono soliti appoggiarne un fiore sull'orecchio destro, se sono fidanzati, sull'orecchio sinistro, se sono “liberi”.
Famoso è il consumo di insalate di malvacee presso gli antichi romani, non foss'altro che per le indigestioni che ne faceva Cicerone.
I suoi fiori sono delicati e leggerissimi e hanno una durata molto breve, di solito un giorno; per questo regalando l'ibisco si vuole esaltare la bellezza fulminea e fugace.

Il linguaggio amoroso ottocentesco si è sbizzarrito su questo fiore: donarne uno all'amata significa “tu sei bella”; il siriaco a fiore bianco ne loda la lealtà e il rosso la pazienza del corteggiatore, mentre i colori cangianti attestano un rifiuto. Il rosso sangue, inutile dirlo, è “ferita al cuore”.
Alcuni tipi di ibisco vengono usati per aromatizzare alcune birre.

## Metodi di coltivazione
Gli Hibiscus desiderano posizioni soleggiate e calde, sufficientemente umide, sono poco esigenti per il tipo di terreno, purché fertile e fresco, l'Hibiscus syriacus resiste bene ai periodi siccitosi e al freddo, necessita solo di frequenti potature per mantenere la forma compatta dei cespugli.

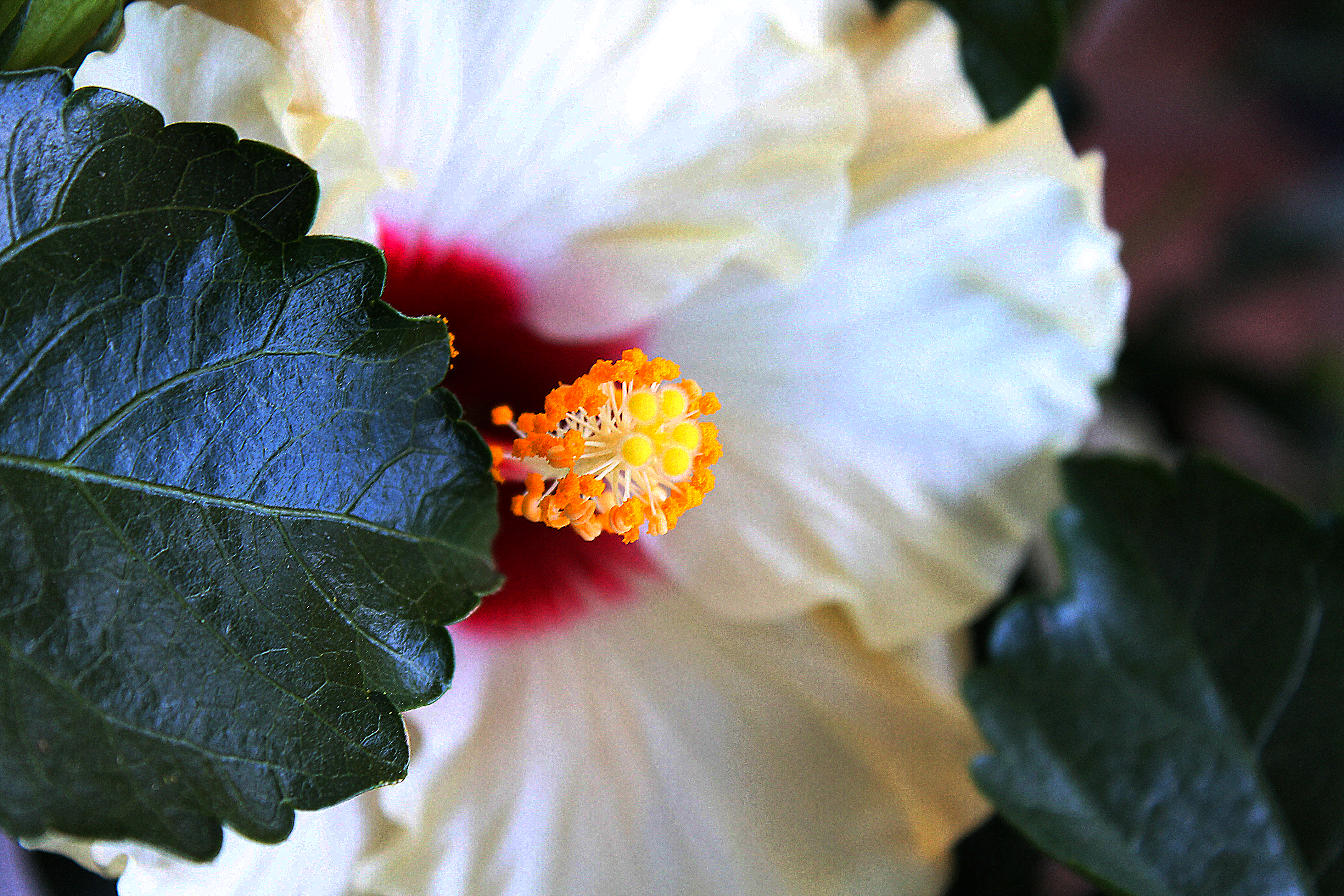
La foglia trilobata

Ha portamento eretto, ben ramificato, la corteccia è grigia, liscia, tende a divenire rugosa e profondamente segnata con il passare degli anni. Il fogliame è di forma ovale, presenta tre lobi di forma varia, più o meno evidenti a seconda dell'esemplare; di colore verde medio, le foglie sono seghettate. Dalla primavera inoltrata fino ai freddi autunnali produce, all'apice dei fusti, grandi fiori solitari, a forma di campana, di colore vario, nei toni del rosa, del bianco e del viola, con gola in colore contrastante; esistono numerose coltivazioni di ibisco, con fiori dai colori più vari, ed anche a fiore doppio o stradoppio. Queste piante hanno uno sviluppo abbastanza vigoroso, quindi è consigliabile potarle dopo la fioritura, prima dell'arrivo dell'inverno ed intervenire anche a fine inverno, levando i rami eccessivamente rovinati e disordinati; la potatura a fine inverno ha anche il vantaggio di favorire lo sviluppo di nuovi rami, che porteranno i fiori. Ai fiori seguono i frutti, grosse capsule semilegnose, di forma ovale, che contengono i semi.
Ama molto il sole ed il caldo, predilige posizioni molto luminose, esposte direttamente ai raggi solari e ama le estati molto calde e lunghe. Può sopravvivere anche in condizioni avverse, anche se l'ombra causa scarse fioriture, così come un'estate molto fresca. Queste piante non temono il freddo e possono sopportare senza problemi gelate intense anche di lunga durata, anche se può capitare che alcuni dei rami dissecchino a causa del freddo.
Bisogna ovviamente annaffiare le giovani piante da poco messe a dimora, in modo da favorire lo sviluppo dell'apparato radicale; ma poi ci si accorgerà che sono molto rustiche e di facile coltivazione: possono sopportare lunghi periodi di siccità, ed anche brevi periodi con presenza di acqua stagnante sulle radici. Inoltre si accontentano di qualsiasi terreno, anche povero e sassoso pur prediligendo quelli freschi, mediamente ricchi di humus, con un buon drenaggio. L'ibisco può essere coltivato in vaso, ponendolo in un recipiente capiente; però bisogna ricordare che va rinvasato ogni 2-4 anni.
La moltiplicazione avviene generalmente per seme, in primavera; l'ibisco tende con facilità ad autoseminarsi, ma dal seme è difficile ottenere piante identiche alla madre e perciò è meglio praticare talee, prelevandole dai rami che non hanno portato fiori; bisogna tener presente che i nuovi germogli vengono molto spesso attaccati dagli afidi, che portano anche allo sviluppo di fumaggini; inoltre durante l'estate il fogliame può venire vistosamente rovinato degli acari, che si posano sulla pagina inferiore delle foglie.
Le varietà coltivate in vaso richiedono posizioni soleggiate e calde, concimazioni con fertilizzante liquido ricco di potassio, per favorire un'abbondante fioritura, due volte al mese nella bella stagione, annaffiature abbondanti e regolari d'estate, diradate d'inverno.
Le piante in vaso hanno una crescita veloce raggiungendo in breve tempo 1,5 m di altezza, vanno pertanto rinvasate in primavera utilizzando terriccio universale
La moltiplicazione avviene per innesto su soggetto ottenuto da seme per l'Hibiscus syriacus, mentre per l'Hibiscus rosa-sinensis si utilizza la talea.

## Galleria d'immagini

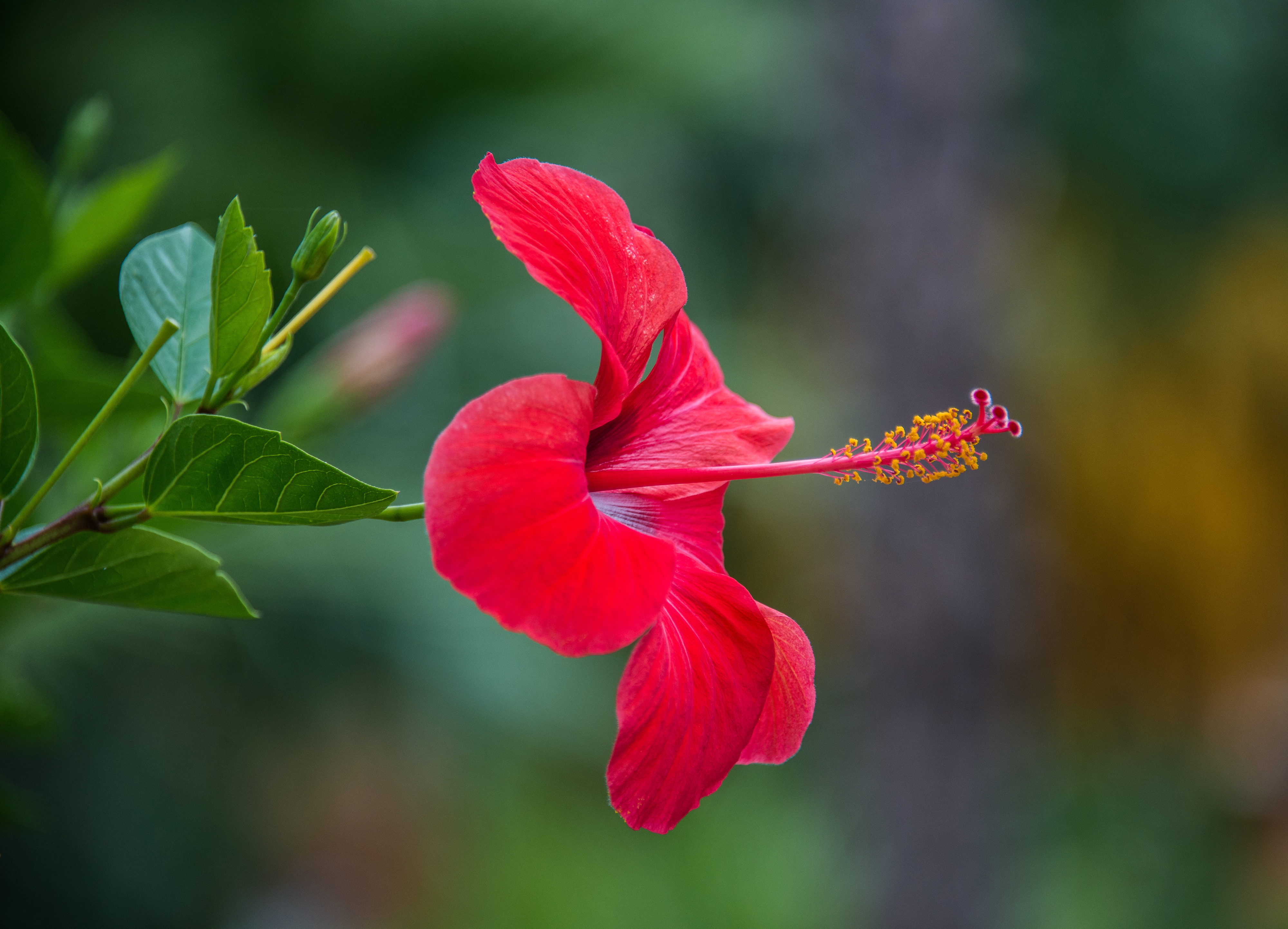
Hibiscus rosa-sinensis

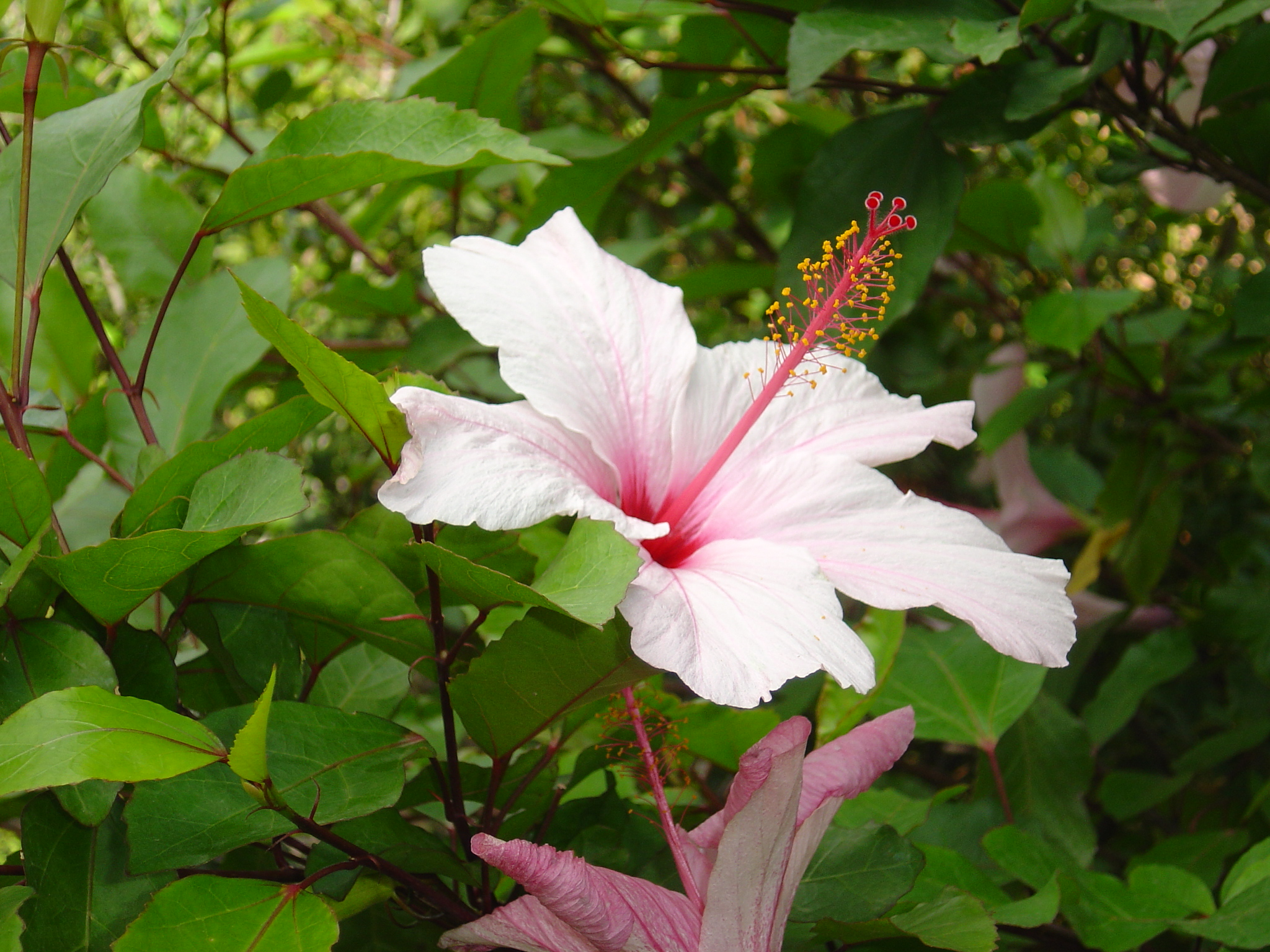
Hibiscus rosa in Sardegna
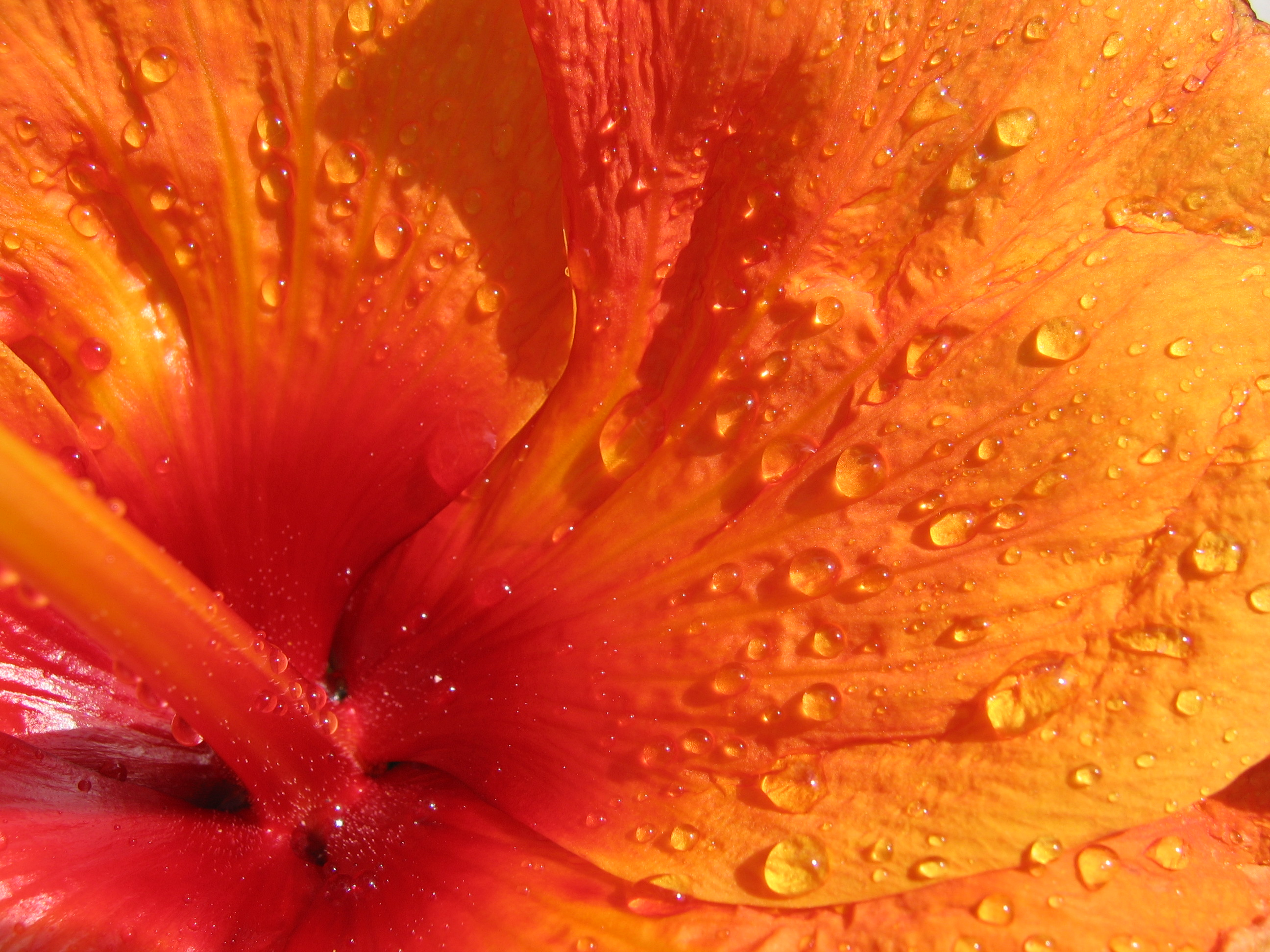
Petali di Hibiscus
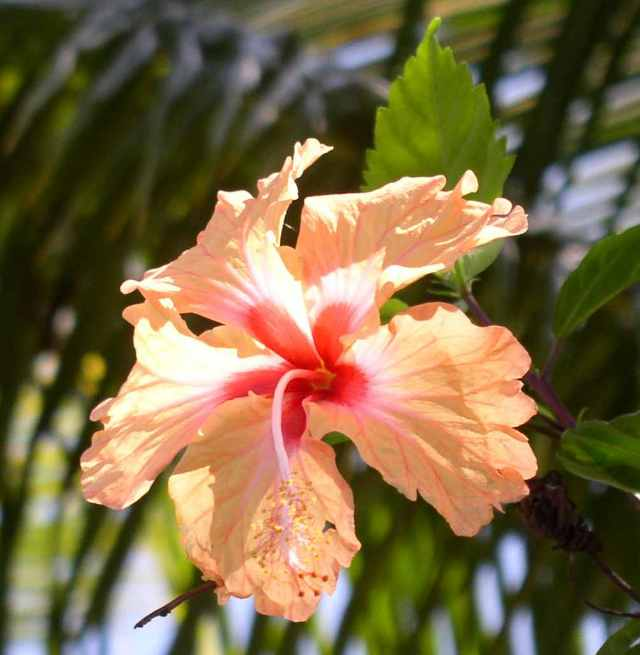
Hibiscus
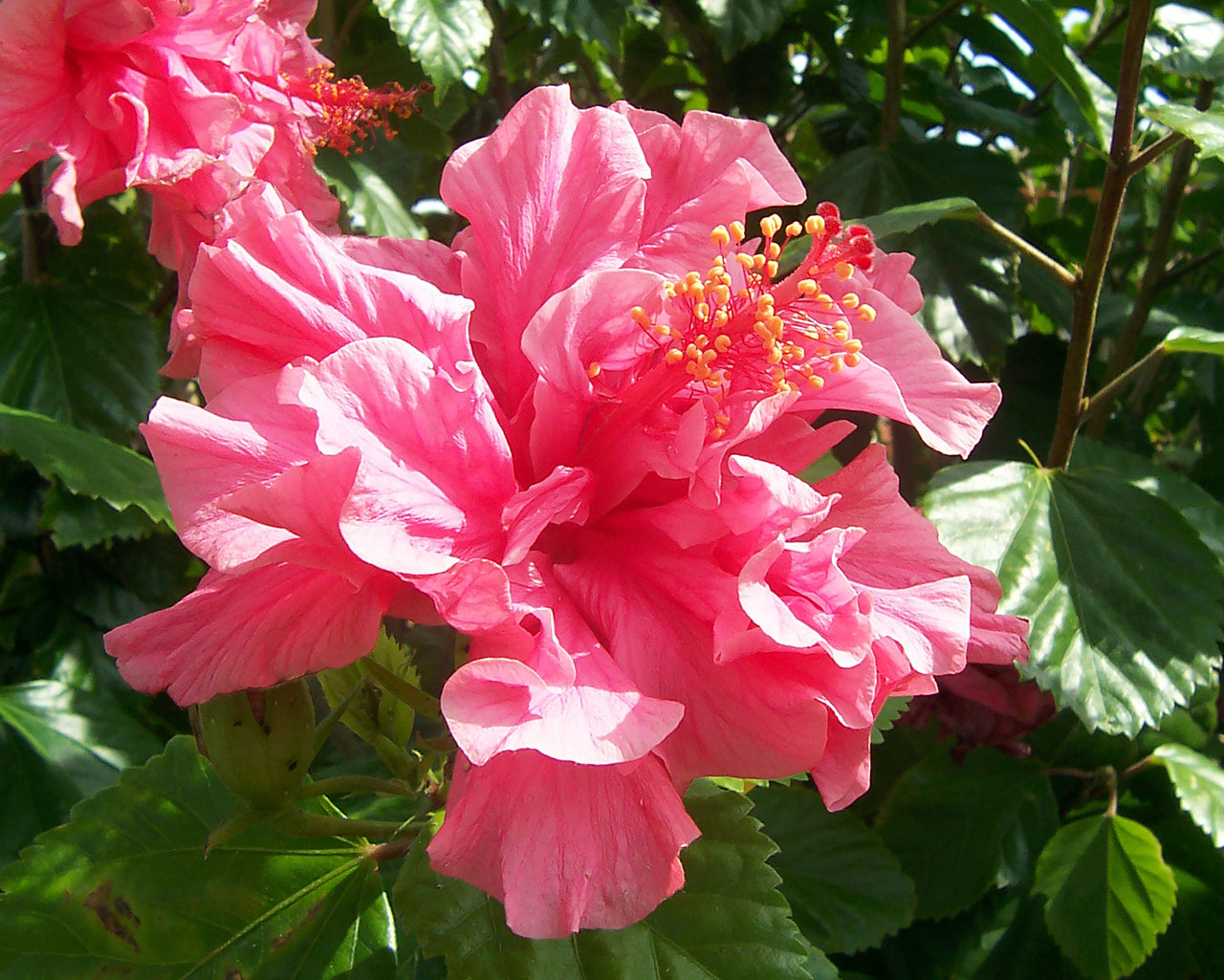
Hibiscus doppio
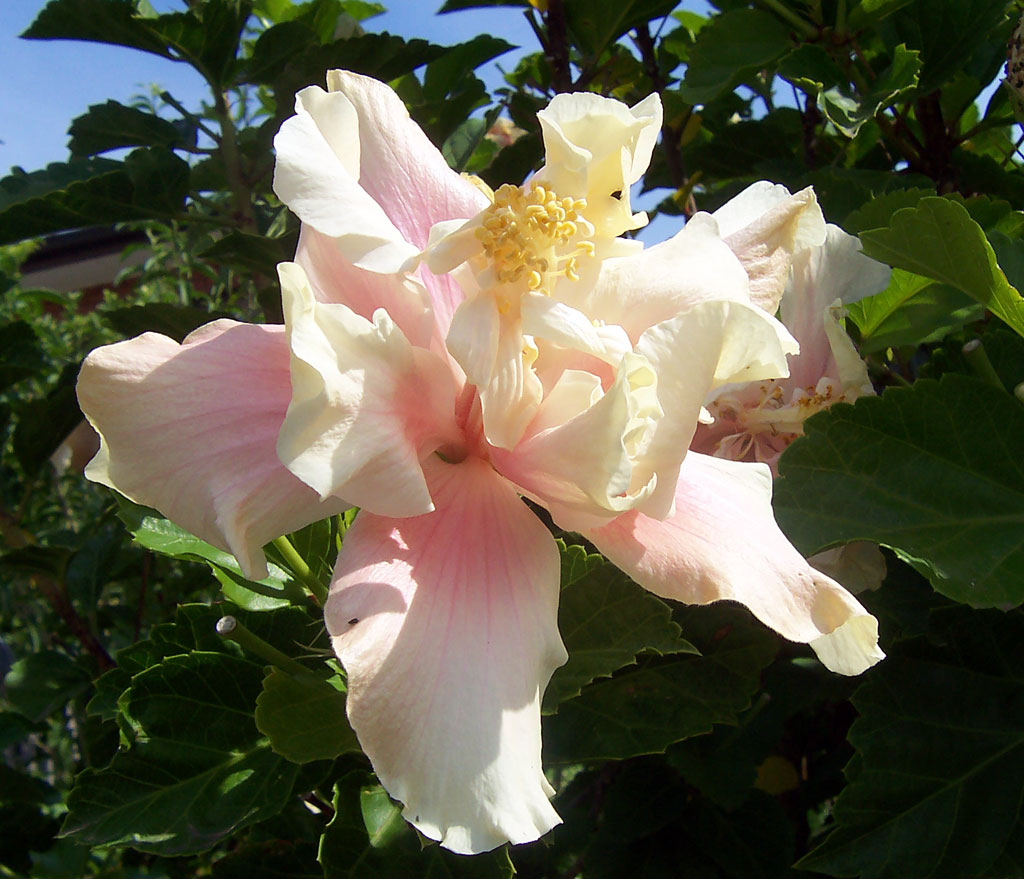
Hibiscus doppio
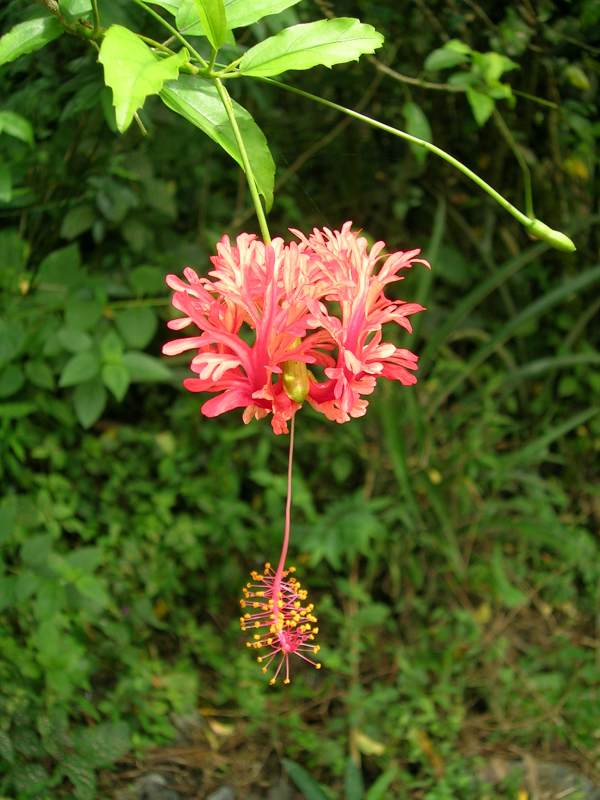
Split petal Hibiscus
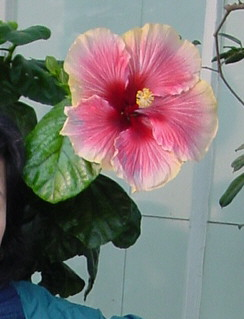
Hibiscus
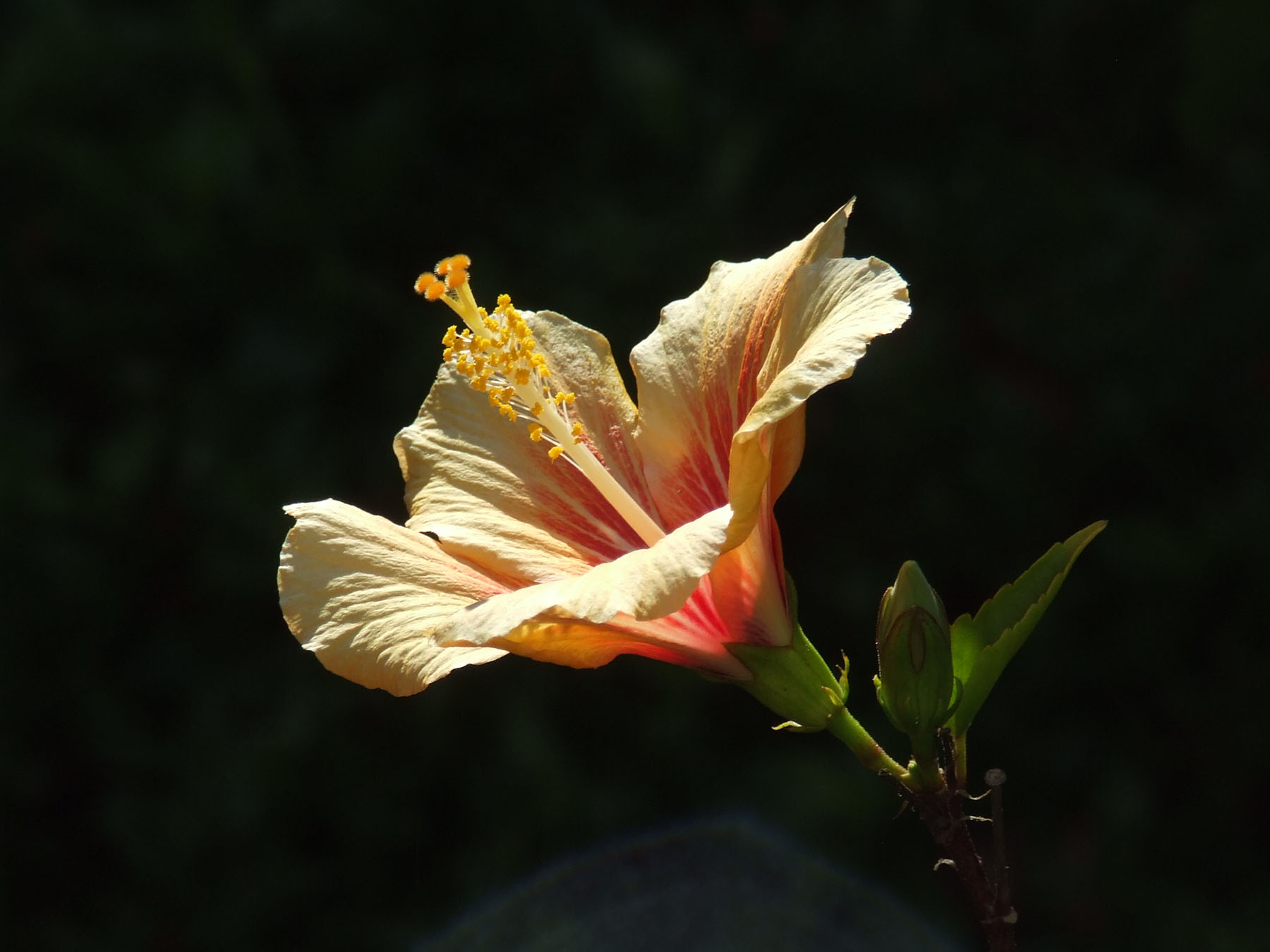
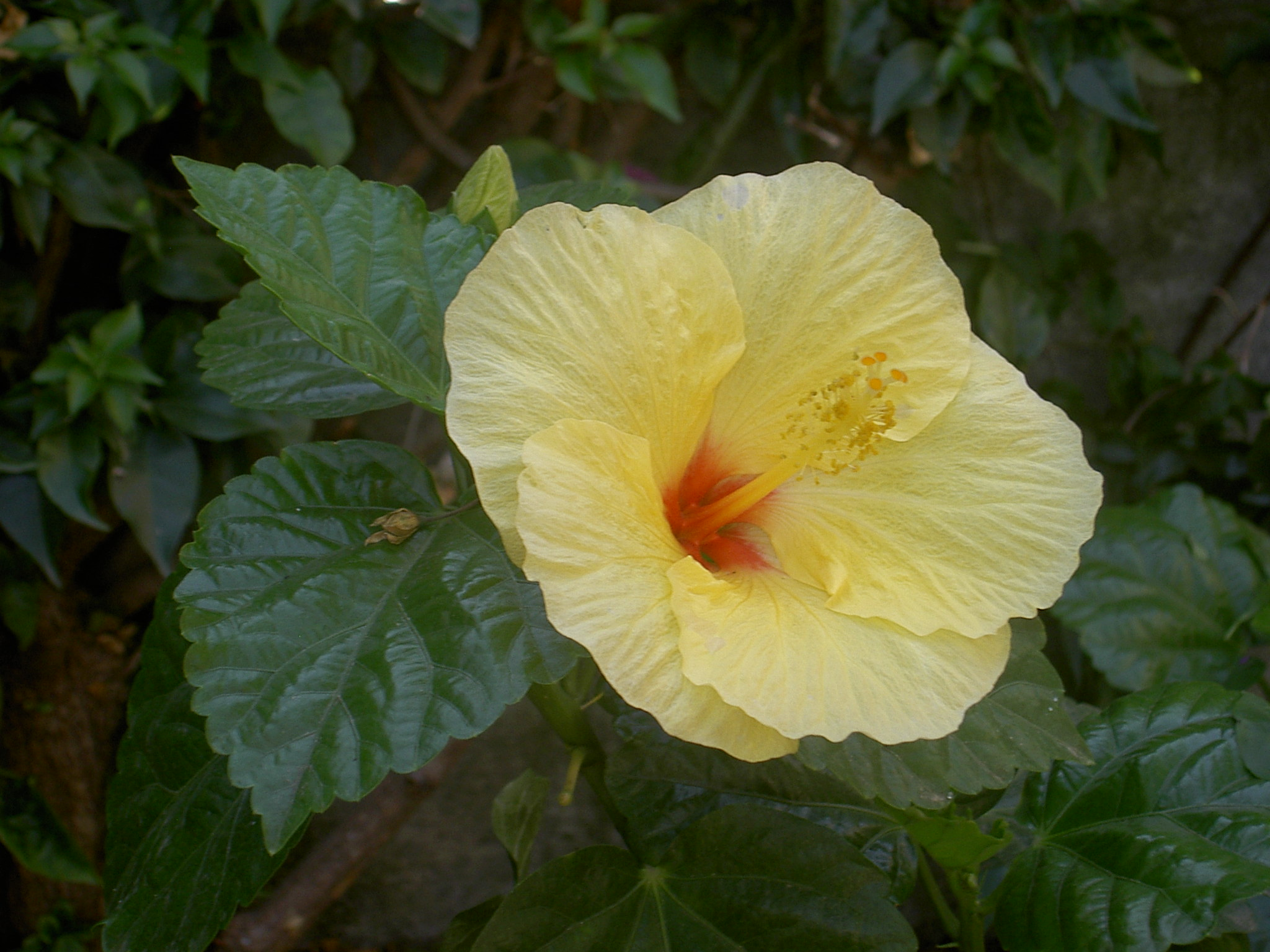
Hibiscus giallo fotografato a Stazzo presso Palazzo Giovanni (Catania)
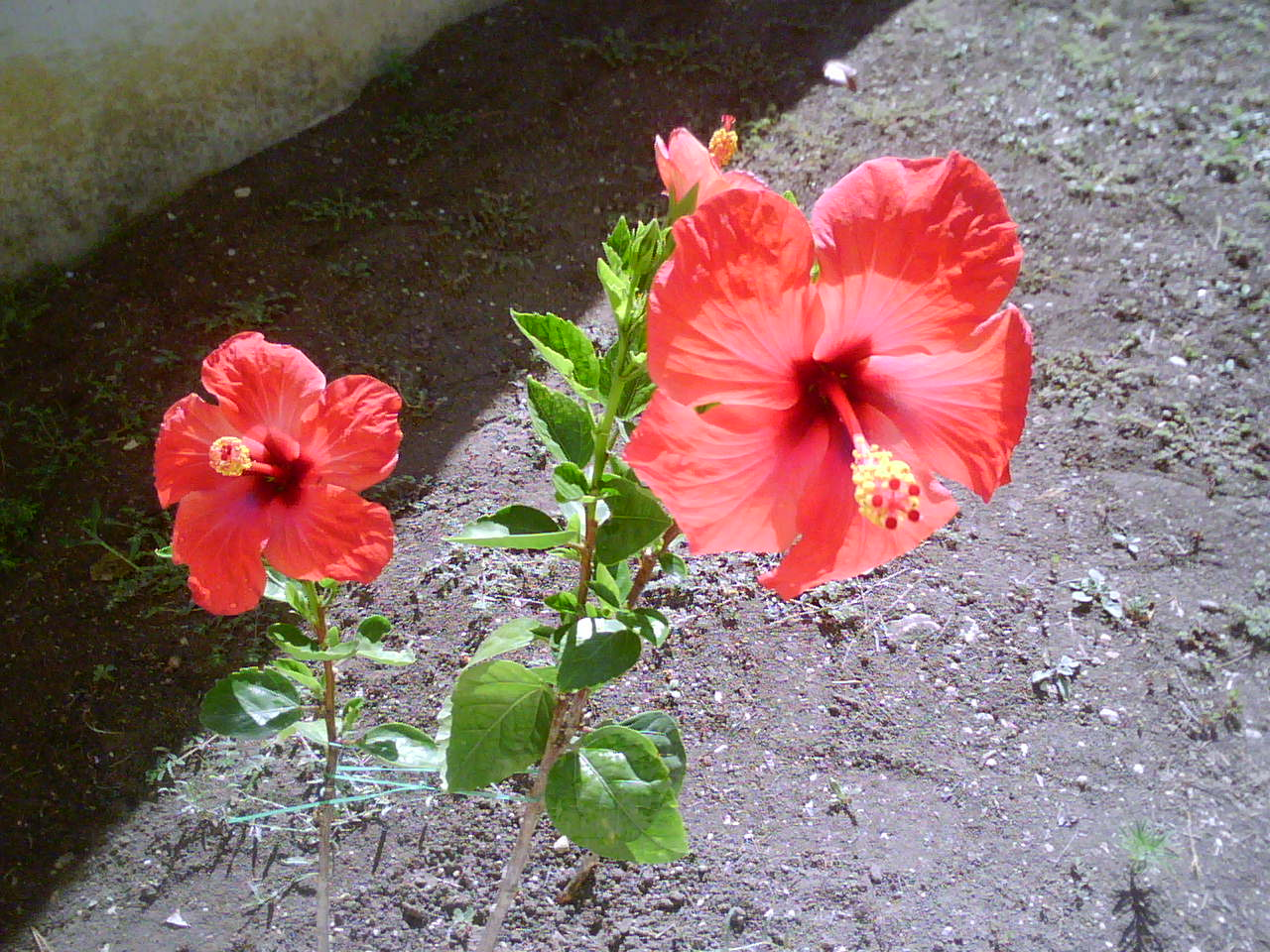
Hibiscus rosso fotografato a Marina di Marza (Ragusa)
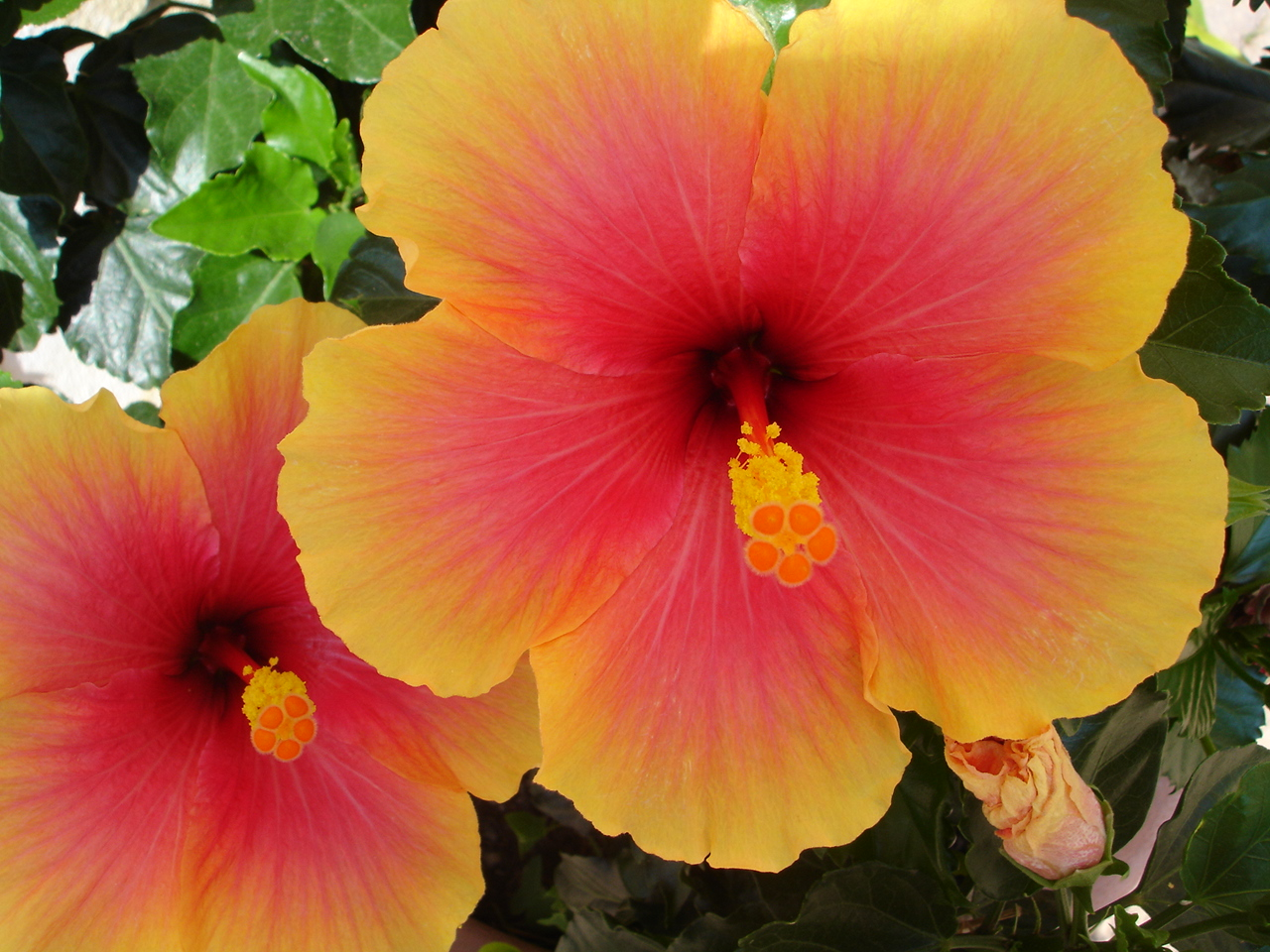
Hibiscus fotografato a Ischia (Golfo di Napoli)
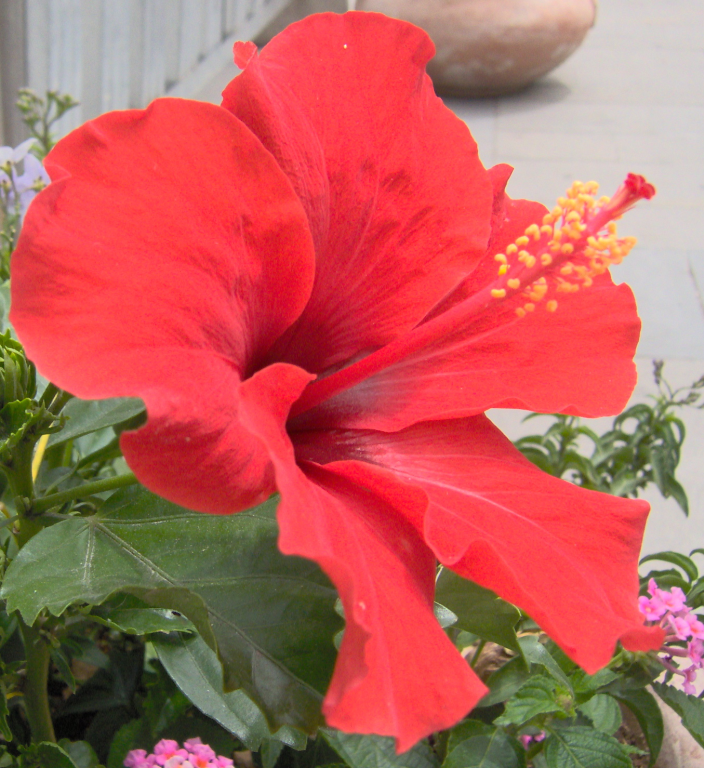
Hibiscus